# امید پلید
امید پلید شعر بلندی از نیما یوشیج است. 

در ناحیهٔ سحر، خروسان

این گونه به رَغِم تیرگی می‌خوانند:

«آی آمد صبح روشن از در

بگشاده به رنگ خون خود پر.

سوداگرهای شب گریزان

برمرکب تیرگی نشسته

دارند ز راه دور می‌آیند.»

## زمینه
نیما یوشیج (۱۲۷۶–۱۳۳۸) شاعر معاصر ایرانی و بنیان‌گذار شعر نوی فارسی است. او با شعر «افسانه» (۱۳۰۱) نوعی جهان‌بینی نو را به ادبیات فارسی و حتی فرهنگ ایرانی وارد ساخت که تا پیش از آن سابقه نداشت. با این حال، عملاً با شعر «ققنوس» (۱۳۱۶)، شعر نوی فارسی متولد شد، زیرا اولین بار در این شعر، مدلولی جدید با دالی جدید پیوند خورد و پدیده‌ای نو شکل گرفت. نیما نخستین آثار خود را در اواخر دوران مشروطه و سال‌های آغازین حکومت رضاشاه سرود یا منتشر کرد. از سال ۱۳۰۶ تا ۱۳۱۵ هیچ شعری از او منتشر نشد تا اینکه در سال ۱۳۱۶ سرایش و چاپ آثارش را از سر گرفت و شعر مهم «ققنوس» را خلق کرد. از ۱۳۱۶ تا ۱۳۲۷، نیما انواع قالب‌های شعری را آزمود. او در دورهٔ پایانی عمرش، یعنی از ۱۳۲۸ تا ۱۳۳۷، عمدتاً به سرایش و چاپ اشعار آزاد یا نیمایی پرداخت.

## نگارش و انتشار
نیما تاریخ اسفند ۱۳۱۹ را پای این شعر نهاده اما شعر در سال ۱۳۲۲ در نشریهٔ نامهٔ مردم منتشر شد و در مقدمه‌اش نوشته‌ای از احسان طبری آمد.

## نقد
جلال آل‌احمد در مقالهٔ «مشکل نیما» می‌نویسد:
[...] اما پس از استقرار دورهٔ خفقان دیگر جای این حرف و سخن‌ها نیست. و همین اجبار است که نیما را چنانکه گذشت در لباس مرغان بیشتر پناهنده می‌سازد. حتی پیچیدگی‌های تعبیر و لابیرنت‌های مفاهیم شعری او را نیز مثلا در «گل مهتاب» یا در «پریان» که قبل از هر چیز پوشانندهٔ عقاید شاعر است و بعدها نیز در (امید پلید) یا در (ناقوس) تکامل می‌یابد باید اثر همین دورهٔ خفقان دانست. [...] دیگر ازینگونه اشعار اجتماعی او «امید پلید» و «پادشاه فتح» و «ناقوس» و «شهر صبح» را باید نامبرد که خواننده در پیچیدگی‌ها و سرگشتگی‌های تعبیرات آن گم می‌شود.
این شعر را می‌توان نقطهٔ آغاز شعرهای متعهد نیما دانست. شعر، روایتی از جدال نومیدانهٔ شبی روبه‌مرگ برای پیشگیری از طلوع روز است. شب با وجود سرنوشت قطعی که در انتظار اوست، حاضر نیست از آنچه در سطر آخر شعر، «امید زوال صبحگاه» توصیف شده، صرفنظر کند.